# Besbes (Biskra)
Besbes (în arabă بسبس) este o comună din provincia Biskra, Algeria.
Populația comunei este de 8.392 de locuitori (2008).